# 蒂伯夫
蒂伯夫（法語：Thubœuf，法語發音：[tybœf]）是法国马耶讷省的一个市镇，位于该省北部，属于马耶讷区。

## 地理
蒂伯夫（48°30'8"N, 0°27'4"W）面积13.88 平方千米，位于法国卢瓦尔河地区大区马耶讷省，该省份为法国西北部内陆省份。
与蒂伯夫接壤的市镇（或旧市镇、城区）包括：拉赛堡、雷恩昂格勒努耶、圣于连迪泰鲁、圣玛丽迪布瓦、里沃当代讷。

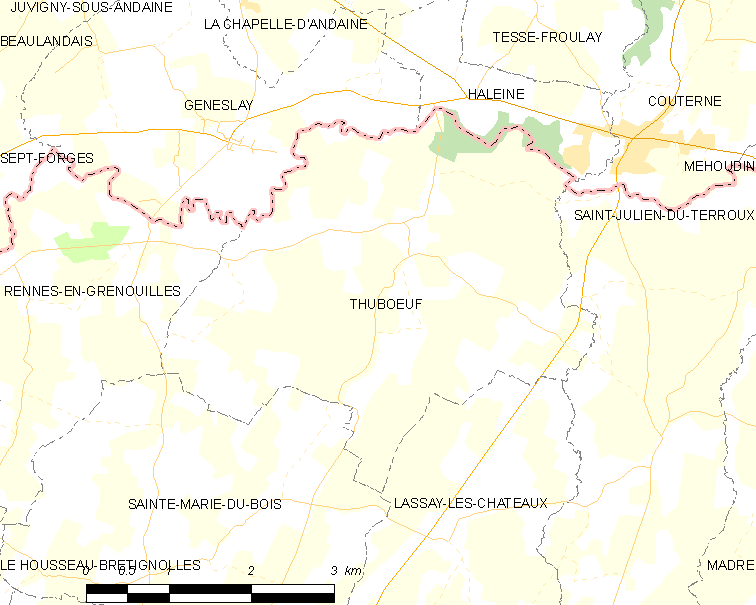
蒂伯夫的OSM定位图

蒂伯夫的时区为UTC+01:00、UTC+02:00（夏令时）。

## 行政
蒂伯夫的邮政编码为53110，INSEE市镇编码为53263。

## 政治
蒂伯夫所属的省级选区为拉赛堡县。

## 人口

1962-2008年间蒂伯夫人口变化图示

蒂伯夫于2022年1月1日时的人口数量为270人。